# Nuoto ai Giochi della VIII Olimpiade - 400 metri stile libero femminili
La gara dei 400 metri stile libero femminili dei Giochi di Parigi 1924 si disputò in tre turni dal 13 al 15 luglio. Le atlete partecipanti furono 16, provenienti da 7 nazioni.

## Primo turno
Si è disputato il 13 luglio. Le prime due di ogni batteria più il miglior tempo avanzarono alle semifinali.
- Batteria 1

| Pos. | Atleta            | Nazione       | Tempo  | Note |
| ---- | ----------------- | ------------- | ------ | ---- |
| 1    | Gertrude Ederle   | Stati Uniti   | 6'12"2 | Q,   |
| 2    | Doris Molesworth  | Gran Bretagna | 6'28"8 | Q    |
| 3    | Hedevig Rasmussen | Danimarca     | 6'58"2 | q    |
| 4    | Gulli Ewerlund    | Svezia        | 7'05"4 |      |
| 5    | Ernestine Lebrun  | Francia       | 7'06"4 |      |

- Batteria 2

| Pos. | Atleta           | Nazione       | Tempo  | Note |
| ---- | ---------------- | ------------- | ------ | ---- |
| 1    | Martha Norelius  | Stati Uniti   | 6'23"2 | Q    |
| 2    | Connie Jeans     | Gran Bretagna | 6'34"6 | Q    |
| 3    | Truus Klapwijk   | Paesi Bassi   | 7'15"0 |      |
| 4    | Gilberte Mortier | Francia       | 7'35"0 |      |
| 5    | Ernestine Lebrun | Francia       | 7'06"4 |      |

- Batteria 3

| Pos. | Atleta           | Nazione        | Tempo  | Note |
| ---- | ---------------- | -------------- | ------ | ---- |
| 1    | Helen Wainwright | Stati Uniti    | 6'46"8 | Q    |
| 2    | Mariette Protin  | Francia        | 6'58"2 | Q    |
| 3    | Vibeke Møller    | Danimarca      | 7'02"2 |      |
| 4    | Jane Gylling     | Svezia         | 7'55"0 |      |
| 5    | Eva Chaloupková  | Cecoslovacchia | 8'14"0 |      |

- Batteria 4

| Pos. | Atleta        | Nazione       | Tempo  | Note |
| ---- | ------------- | ------------- | ------ | ---- |
| 1    | Gwitha Shand  | Nuova Zelanda | 6'23"6 | Q    |
| 2    | Vera Tanner   | Gran Bretagna | 6'35"4 | Q    |
| 3    | Hjördis Töpel | Svezia        | 6'59"8 |      |
| 4    | Rie Vierdag   | Paesi Bassi   | 7'02"4 |      |

## Semifinali
Si sono disputate il 14 luglio. Le prime due di ogni semifinale più il miglior tempo avanzarono alle semifinali.
- Semifinale 1

| Pos. | Atleta           | Nazione       | Tempo  | Note |
| ---- | ---------------- | ------------- | ------ | ---- |
| 1    | Helen Wainwright | Stati Uniti   | 6'19"6 | Q    |
| 2    | Doris Molesworth | Gran Bretagna | 6'19"8 | Q    |
| 3    | Gwitha Shand     | Nuova Zelanda | 6'24"4 | q    |
| 4    | Connie Jeans     | Gran Bretagna | 6'37"8 |      |
| 5    | Mariette Protin  | Francia       | 6'56"6 |      |

- Semifinale 2

| Pos. | Atleta            | Nazione       | Tempo  | Note |
| ---- | ----------------- | ------------- | ------ | ---- |
| 1    | Gertrude Ederle   | Stati Uniti   | 6'23"8 | Q    |
| 2    | Martha Norelius   | Stati Uniti   | 6'26"6 | Q    |
| 3    | Vera Tanner       | Gran Bretagna | 6'34"0 |      |
| 4    | Hedevig Rasmussen | Danimarca     | 6'55"2 |      |

## Finale
Si disputò il 15 luglio.
| Pos.    | Atleta           | Nazione       | Tempo  | Note            |
| ------- | ---------------- | ------------- | ------ | --------------- |
| Oro     | Martha Norelius  | Stati Uniti   | 6'02"2 | Record olimpico |
| Argento | Helen Wainwright | Stati Uniti   | 6'03"8 |                 |
| Bronzo  | Gertrude Ederle  | Stati Uniti   | 6'04"8 |                 |
| 4       | Doris Molesworth | Gran Bretagna | 6'25"4 |                 |
| -       | Gwitha Shand     | Nuova Zelanda |        | DNF             |